# IC 960/2
IC 960/2 је лентикуларна галаксија у сазвијежђу Волар која се налази на листи објеката дубоког неба у Индекс каталогу.
Деклинација објекта је + 17° 30' 42" а ректасцензија 13h 56m 0,1s. Привидна величина (магнитуда) објекта IC 960 износи 14,9 а фотографска магнитуда 15,8. IC 9602 је још познат и под ознакама UGC 8849, MCG 3-36-4, CGCG 103-13, VV 335, KCPG 402B, PGC 49536.